# مه (فیلم ۱۹۷۳)
مه (به انگلیسی: Mist) فیلمی هندی محصول سال ۲۰۱۱ و به کارگردانی بالدو راج چوپرا است. در این فیلم بازیگرانی همچون سنجای خان، زینت امان، دنی دنزونگپا، آشوک کومار، ناوین نیسچول، مادان پوری، نانا پالشیکار، دون ورما و ارومیلا بات ایفای نقش کرده‌اند.